# Loris Reggiani
Loris Reggiani (Forli, 7 de octubre de 1959) es un expiloto de motociclismo italiano. Fue subcampeón en dos ocasiones del Mundial de motociclismo en 1981 en 125 cc por detrás de Ángel Nieto y 1992 en 250 cc por detrás de Luca Cadalora.

## Carrera como piloto
Después de un buen paso por el mundo amateur (ganó en 1979 el trofeo de monomarca Aspes Yuma y esa misma temporada fue tercero en el campeonato junior italiano del 500), en 1980 debutó en el Mundial de motociclismo en 125cc con Minarelli (con la que obtiene la primera victoria de su palmarés en el Mundial en el GP Gran Bretaña), pero también en 250 con  Yamaha y 350cc con Bimota. En la siguiente temporada, corre más clases pero sus mejores resultadoas los obtendrá en 125, de nuevo con Minarelli, en la que después de los dos triunfos en el GP de Yugoslavia y en el San Marino se convierte en subcampeón del mundo por detrás de Ángel Nieto.
Más tarde, en 1982 salta a la categoría de 500cc con  Suzuki, donde obtiene un podio en el GP de Alemania. Para verlo volver a ganar, habría que esperar hasta  1987, el año en el que pilota una Aprilia de 250cc. Gana el Gran Premio de San Marino, en la que es la primera victoria de la compañía italiana en el Campeonato del Mundo y acaba sexto en la clasificación general con 68 puntos. Después de otro período oscuro, volvió al éxito en 1991 con el mismo fabricante y en la misma clase ganando la GP de Francia.
En 1992 gana la carrera del GP de España y GP de Francia con lo que conseguiría por segunda vez el subcampeonato de un Mundial superado tan solo por Luca Cadalora. Su último triunfo sería en el Gran Premio de la República Checa de 1993.
Después de su carrera como piloto, hizo de comentarista técnico y columnista del Mundial primero en nombre de la Rai. Posteriormente, con la adquisición de los derechos de transmisión por parte de Mediaset en Italia, fichó con Italia 1 con el mismo rol de comentarista técnico junto a Guido Meda. A comienzos de 2012, abandona la redacción de Sport Mediaset después de diez años de colaboración, porque está cansado de los continuos viajes para seguir los grandes premios y a las discrepancias con la línea editorial del comentario, considerado por el propio Reggiani demasiado sesgado en contra Valentino Rossi.

## Resultados de carrera

### Campeonato del Mundo de Motociclismo

#### Carreras por año
Sistema de puntos desde 1969 a 1987:
| Posición | 1.º | 2.º | 3.º | 4.º | 5.º | 6.º | 7.º | 8.º | 9.º | 10.º |
| Puntos   | 15  | 12  | 10  | 8   | 6   | 5   | 4   | 3   | 2   | 1    |

Sistema de puntos desde 1988 a 1992:
| Posición | 1.º | 2.º | 3.º | 4.º | 5.º | 6.º | 7.º | 8.º | 9.º | 10.º | 11.º | 12.º | 13.º | 14.º | 15.º |
| Puntos   | 20  | 17  | 15  | 13  | 11  | 10  | 9   | 8   | 7   | 6    | 5    | 4    | 3    | 2    | 1    |

Sistema de puntuación de 1993 en adelante:
| Posición | 1.º | 2.º | 3.º | 4.º | 5.º | 6.º | 7.º | 8.º | 9.º | 10.º | 11.º | 12.º | 13.º | 14.º | 15.º |
| Puntos   | 25  | 20  | 16  | 13  | 11  | 10  | 9   | 8   | 7   | 6    | 5    | 4    | 3    | 2    | 1    |

(Carreras en negrita indica pole position, carreras en cursiva indica vuelta rápida)
| Año  | Clase | Moto      | 1       | 2       | 3       | 4       | 5       | 6       | 7       | 8       | 9       | 10      | 11      | 12      | 13      | 14      | 15      | Pts. | Pos. |
| ---- | ----- | --------- | ------- | ------- | ------- | ------- | ------- | ------- | ------- | ------- | ------- | ------- | ------- | ------- | ------- | ------- | ------- | ---- | ---- |
| 1980 | 125cc | Minarelli | NAT 4   |         | FRA 3   | YUG 3   | NED 3   | BEL 3   | FIN Ret | GBR 1   | CZE Ret | GER Ret |         |         |         |         |         | 63   | 6.º  |
| 1980 | 250cc | Yamaha    | NAT -   | ESP -   | FRA Ret | YUG -   | NED Ret | BEL -   | FIN -   | GBR -   | CZE -   | GER 11  |         |         |         |         |         | 0    | -    |
| 1980 | 350cc | Bimota    | NAT Ret |         | FRA -   |         | NED -   |         |         | GBR -   | CZE 7   | GER -   |         |         |         |         |         | 4    | 21.º |
| 1981 | 125cc | Minarelli | ARG 2   | AUT 2   | GER Ret | NAT 2   | FRA 6   | ESP 5   | YUG 1   | NED 2   |         | RSM 1   | GBR DNQ | FIN -   | SWE 5   |         |         | 95   | 2.º  |
| 1981 | 250cc | Bimota    | ARG 8   |         | GER Ret | NAT Ret | FRA 21  | ESP 14  |         | NED DNQ | BEL -   | RSM Ret | GBR Ret | FIN -   | SWE -   | CZE Ret |         | 3    | 30.º |
| 1982 | 500cc | Suzuki    | ARG 10  | AUT 21  | FRA -   | ESP DNQ | NAT -   | NED 18  | BEL 17  | YUG 9   | GBR 4   | SWE Ret |         |         | RSM Ret | GER 3   |         | 21   | 13.º |
| 1983 | 500cc | Suzuki    | RSA 11  | FRA -   | NAT -   | GER -   | ESP -   | AUT -   | YUG -   | NED -   | BEL -   | GBR Ret | SWE 15  | RSM DNQ |         |         |         | 0    | -    |
| 1984 | 250cc | Kawasaki  | RSA Ret | NAT -   | ESP 15  | AUT 6   | GER 11  | FRA DNQ | YUG Ret | NED -   | BEL -   | GBR DNQ | SWE -   | RSM 10  |         |         |         | 6    | 22.º |
| 1985 | 250cc | Aprilia   | RSA 12  | ESP DNQ | GER 9   | NAT 4   | AUT 5   | YUG 3   | NED 4   | BEL Ret | FRA -   | GBR -   | SWE -   | RSM 3   |         |         |         | 44   | 6.º  |
| 1986 | 250cc | Aprilia   | ESP Ret | NAT 23  | GER DNQ | AUT -   | YUG -   | NED -   | BEL Ret | FRA 13  | GBR Ret | SWE Ret | RSM DNQ |         |         |         |         | 0    | -    |
| 1987 | 250cc | Aprilia   | JPN -   | ESP Ret | GER Ret | NAT Ret | AUT 2   | YUG 2   | NED -   | FRA 7   | GBR 2   | SWE 3   | CZE Ret | RSM 1   | POR Ret | BRA 8   | ARG Ret | 68   | 6.º  |
| 1988 | 250cc | Aprilia   | JPN Ret | USA 12  | ESP Ret | EXP Ret | NAT Ret | GER -   | AUT DNQ | NED 5   | BEL Ret | YUG 7   | FRA 9   | GBR Ret | SWE Ret | CZE 4   | BRA Ret | 44   | 13.º |
| 1989 | 250cc | Honda     | JPN 19  | AUS 11  | USA 9   | ESP Ret | NAT DNQ | GER 9   | AUT 9   | YUG Ret | NED Ret | BEL Ret | FRA Ret | GBR 5   | SWE DNQ | CZE DNQ | BRA 3   | 52   | 11.º |
| 1990 | 250cc | Aprilia   | JPN 19  | USA 12  | ESP 13  | NAT 10  | GER 8   | AUT 10  | YUG Ret | NED Ret | BEL 6   | FRA 3   | GBR Ret | SWE 11  | CZE Ret | HUN 10  | AUS Ret | 63   | 13.º |
| 1991 | 250cc | Aprilia   | JPN 9   | AUS 5   | USA 3   | ESP 3   | ITA 4   | GER Ret | AUT 8   | EUR 5   | NED Ret | FRA 1   | GBR Ret | RSM 3   | CZE Ret | VDM Ret | MAL 4   | 128  | 6.º  |
| 1992 | 250cc | Aprilia   | JAP Ret | AUS 5   | MAL Ret | SPA 1   | ITA 2   | EUR 2   | ALE 3   | NED 3   | HUN 2   | FRA 1   | GBR 2   | BRA 3   | RSA 2   |         |         | 159  | 2.º  |
| 1993 | 250cc | Aprilia   | AUS 14  | MAL 7   | JAP Ret | ESP Ret | AUT 4   | ALE 5   | NED 6   | EUR Ret | RSM 2   | GBR 3   | CZE 1   | ITA 3   | USA 3   | FIM 2   |         | 158  | 3.º  |
| 1994 | 500cc | Aprilia   | AUS -   | MAL -   | JAP -   | ESP 9   | AUT Ret | ALE Ret | NED Ret | ITA Ret | FRA -   | GBR -   | CZE -   | USA -   | ARG -   | EUR Ret |         | 7    | 24.º |
| 1995 | 500cc | Aprilia   | AUS 11  | MAL 8   | JAP 10  | ESP Ret | ALE 9   | ITA 8   | NED 9   | FRA Ret | GBR Ret | CZE 7   | RIO Ret | ARG Ret | EUR 7   |         |         | 59   | 10.º |